# Arrodets
Arrodets ist eine französische Gemeinde mit 23 Einwohnern (Stand 1. Januar 2022) im Département Hautes-Pyrénées in der Region Okzitanien (vor 2016: Midi-Pyrénées). Sie gehört zum Arrondissement Bagnères-de-Bigorre und zum Kanton La Vallée de l’Arros et des Baïses.
Die Einwohner werden Arrodetois und Arrodetoises genannt.

## Geographie
Arrodets liegt circa zwölf Kilometer südöstlich von Bagnères-de-Bigorre in der historischen Vizegrafschaft Nébouzan.
Umgeben wird Arrodets von den vier Nachbargemeinden:
|       | Bulan                                       |         |
| Asque | Kompassrose, die auf Nachbargemeinden zeigt | Laborde |
|       | Esparros                                    |         |

Arrodets liegt im Einzugsgebiet des Flusses Adour. Der Arros, einer seiner Nebenflüsse, markiert die Grenze zur nördlichen Nachbargemeinde Bulan. Zwei Nebenflüsse, die gleichnamigen Ruisseaus d’Aube, durchqueren das Gebiet der Gemeinde und münden dort in den Arros.

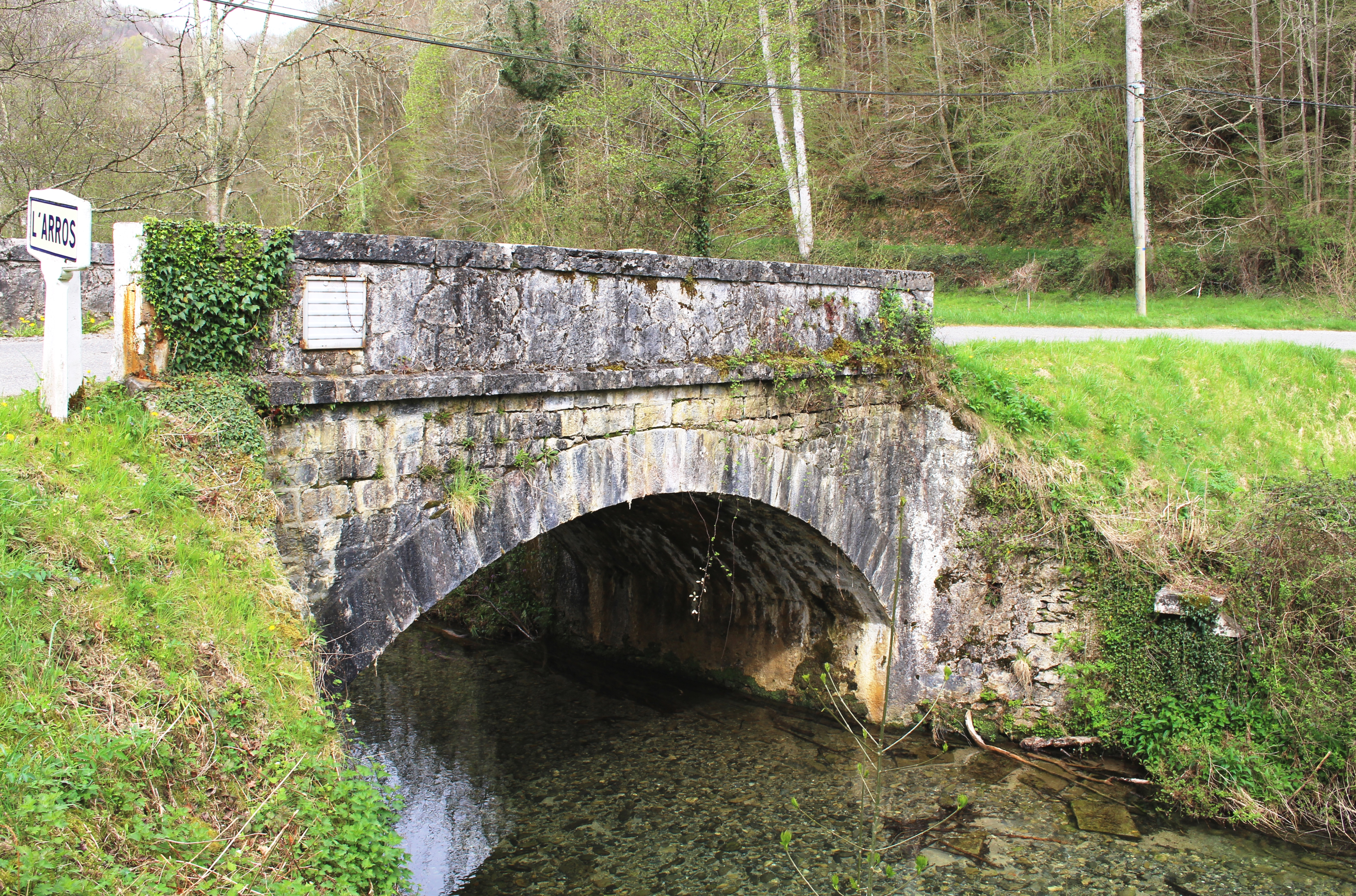
Brücke über den Arros bei Arrodets

## Toponymie
Der okzitanische Name der Gemeinde heißt Eths Arrodèths. Viele Theorien versuchen, den Ursprung des Namens zu erklären. Die wahrscheinlichste ist die Ableitung aus dem gascognischen arròda (das aus dem lateinischen rota hervorging) mit dem diminuierenden Suffix -ellum (deutsch kleines Mühlrad). Dies würde auch zur geografischen Lage an zwei Fließgewässern passen.
Spitznamen der Gemeinde lauten Eths pachuquèrs (deutsch die Buchsbaumhändler) und Eths culherèrs (deutsch die Löffelmacher (aus Buchbaumholz)).
Toponyme und Erwähnungen von Arrodets waren:
- Aux Arrodetz, église des Arrodetz (1696, Kirchenbücher),
- Arrodets (1750, Karte von Cassini),
- Paroisse des Arroudets (1775, Kirchenbücher),
- Arrodex, (1793, Notice Communale),
- Arrodes (1801, Bulletin des lois).[3][4][5]

## Einwohnerentwicklung

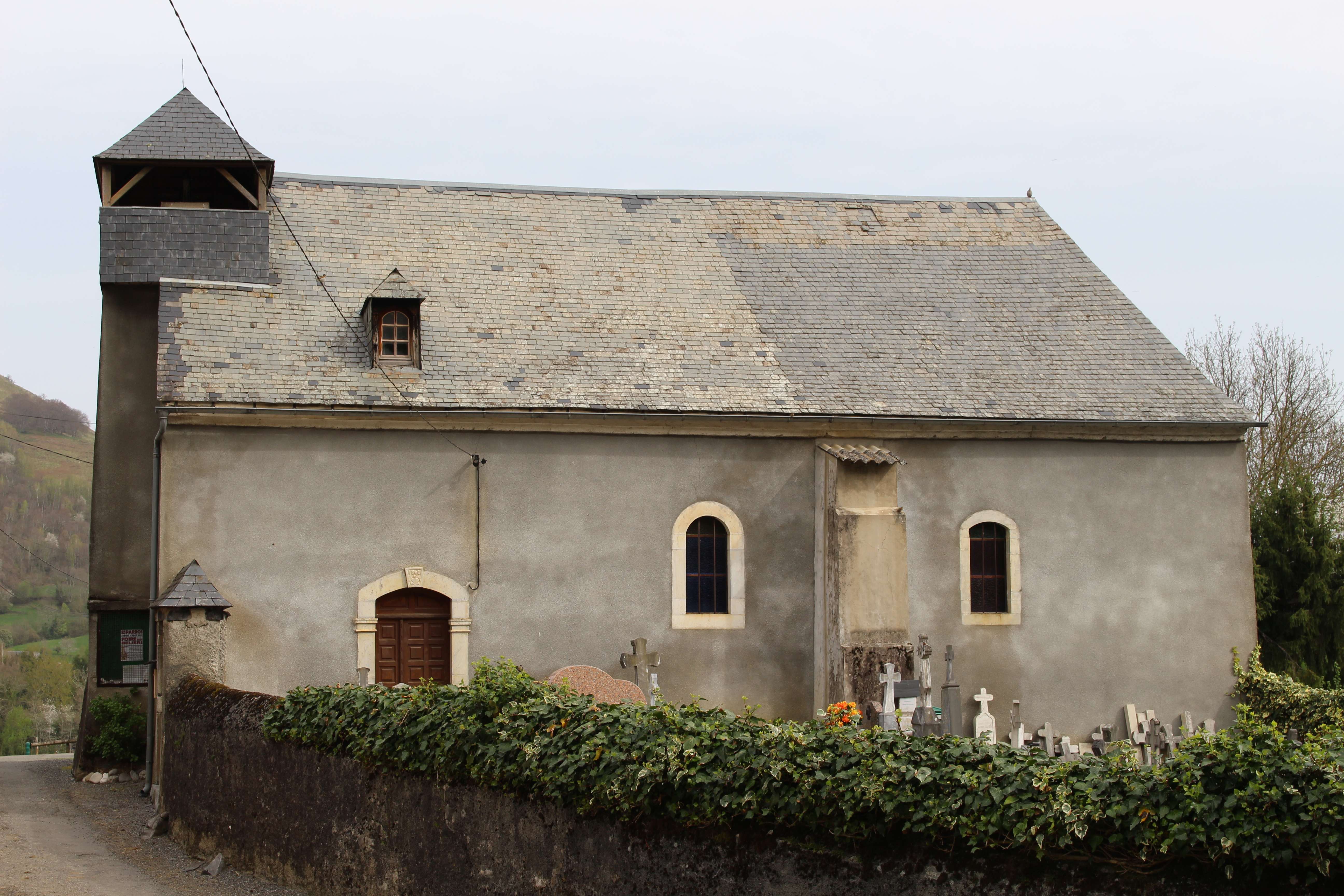
Pfarrkirche Saint-Blaise

Nach Beginn der Aufzeichnungen stieg die Einwohnerzahl bis zur Mitte und ein zweites Mal bis zur zweiten Hälfte des 19. Jahrhunderts auf einen Höchststand von rund 235. In der Folgezeit sank die Größe der Gemeinde bei kurzen Erholungsphasen bis zur Jahrtausendwende auf rund 20 Einwohner, ein Wert, der bis heute nur geringfügig abweicht.
| Jahr      | 1962 | 1968 | 1975 | 1982 | 1990 | 1999 | 2006 | 2011 | 2022 |
| --------- | ---- | ---- | ---- | ---- | ---- | ---- | ---- | ---- | ---- |
| Einwohner | 54   | 46   | 40   | 36   | 29   | 19   | 25   | 26   | 23   |

## Sehenswürdigkeiten
- Pfarrkirche Saint-Blaise

## Wirtschaft und Infrastruktur

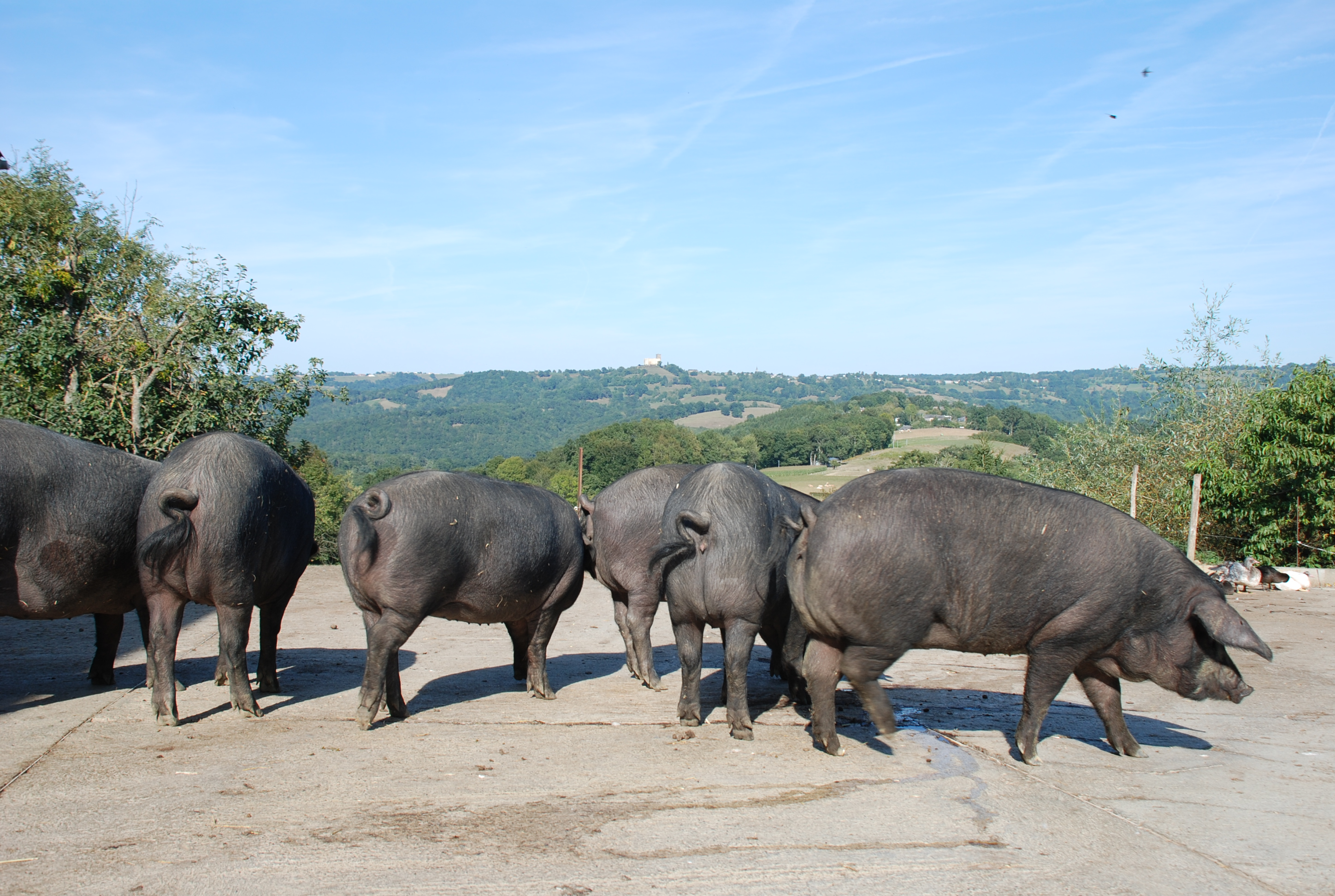
Porcs Noirs de Bigorre

Arrodets liegt in den Zonen AOC der Schweinerasse Porc noir de Bigorre und des Schinkens Jambon noir de Bigorre.

### Sport und Freizeit
Der regionale Fernwanderweg GR de Pays Tour des Baronnies de Bigorre führt auch durch das Zentrum von Arrodets.

### Verkehr
Arrodets ist erreichbar über die Route départementale 26.